# Eberhard Mahle
Pour les articles homonymes, voir Mahle (homonymie).
Eberhard Mahle, dit Ebs, né le 7 janvier 1933 à  Stuttgart et mort le 21 décembre 2021, est un ancien pilote automobile de courses de côte, de rallyes et sur circuits allemand.

## Biographie
Issu d'une famille impliquée dans la fabrication d'accessoires et de pièces automobiles, notamment de pistons, son activité sportive derrière un volant s'étale de 1954 (Rallye Solitude) à 1968.
Au tout début des années 1960 il est pilote d'usine pour Mercedes-Benz aux côtés de Walter Schock et d'Eugen Böhringer, obtenant alors des victoires dans 13 des 24 rallyes nationaux auxquels il participe (sur modèles 220 SE et 300 SL), ainsi que dans 8 des 14 courses de montagne et sur circuits où il est engagé. De septembre 1961 à avril 1964 il évolue souvent sur modèles italien Abarth et Fiat, en montagne et sur circuit.
Il faillit être amputé de la jambe droite, accidentée à deux reprises, en 1963 (en pratiquant le ski nautique sur le lac de Constance) et 1964 (en pilotant un engin blindé sur la piste de karting de Solitude).
Avec des véhicules de marques variées, il a obtenu sur une quinzaine d'années environ 150 victoires de classe et absolues en un peu plus de 200 courses disputées.

## Palmarès

### Titres
- Champion d'Europe de la montagne, de catégorie Grand Tourisme en 1966 sur Porsche 911 six cylindres 2L. Gr.3 (améliorée avec l'aide de Gerhard Mitter);
- Champion d'Allemagne de la montagne, en 1959 sur Volvo PV 544;
- Champion d'Allemagne  Grand Tourisme des circuits, en 1957 sur Alfa Romeo Giulietta Sprint Veloce (GSV).

### Victoires en courses de montagne
Groupe 3, en 1966:
- Mont Ventoux
- Trento Bondone
- Cesara Sestrieres
- Schauinsland

### Victoire et podium notables
- 500 kilomètres du Nürburgring en 1962, sur Abarth 1000 GT avec le néerlandais Ben Pon;
  - 2e de la Targa Florio en 1959, sur Porsche 550 RS Spyder avec Paul Ernst Strähle, Herbert Linge et Guido Scaglierini.

## Distinction
- La Silbernes Lorbeerblatt en 1967 (ordre du Mérite sportif allemand, reçue des mains du Président de la république fédérale Heinrich Lübke).